# Mick Hill (Poolbillardspieler)
Michael „Mick“ Hill (* 7. April 1980 in Dudley) ist ein englischer Poolbillardspieler. Er ist mit sechs Titeln Rekordweltmeister der WEPF.

## Karriere
Hill begann im Alter von fünf Jahren mit dem Billardspielen. Mit elf Jahren begann er an regionalen Turnieren teilzunehmen. Bei der Junioreneuropameisterschaft 1997 gelang ihm im 9-Ball der Einzug ins Finale, in dem er jedoch gegen den Deutschen Thorsten Hohmann verlor. Ein Jahr später kam er auf den dritten Platz.
2004 gewann Hill durch einen Finalsieg gegen Darren Appleton die 8-Ball-Weltmeisterschaft der WEPF. 2007 und 2009 gelang ihm erneut der Einzug ins Finale, das er jedoch gegen Gareth Potts beziehungsweise Phil Harrison verlor. 2010 wurde Hill durch einen 11:8-Sieg im Finale gegen Gareth Potts zum zweiten Mal 8-Ball-Weltmeister. Kurz zuvor hatte er das WEPF World Masters gewonnen und war damit der erste Spieler, der beide Turniere im selben Jahr gewann. Im April 2013 gewann Hill erstmals ein Turnier der Great Britain 9-Ball Tour (GB9), im Dezember desselben Jahres folgte der zweite Turniersieg. Im Juni 2015 wurde er durch einen 11:5-Sieg im Finale gegen seinen Landsmann Nigel Clarke zum dritten Mal 8-Ball-Weltmeister. Im März 2016 zog er ins Finale der Chinese 8-Ball World Championship ein, in dem er jedoch dem Chinesen Shi Hanqing mit 20:21 unterlag. Bei der WEPF-8-Ball-WM 2016 schied er im Viertelfinale gegen Karl Sutton aus.
Anfang 2017 nahm Hill an der Molinari Players Championship teil, dem ersten Turnier der World Pool Series, und erreichte die zweite Runde. Wenig später erreichte er bei der Chinese Pool World Championship das Viertelfinale, in dem er dem Schotten Jayson Shaw unterlag. Im Juli 2017 zog er bei der WEPF-Weltmeisterschaft zum sechsten Mal ins Endspiel ein. In der Wiederauflage des WM-Finales von 2009 setzte er sich mit 11:6 gegen Phil Harrison durch.
2010 war Hill Teil der britischen Mannschaft, die bei der WPA-Team-Weltmeisterschaft in der Vorrunde ausschied.

## Erfolge
- WEPF-8-Ball-Weltmeister: 2004, 2010, 2015, 2017, 2018, 2019